# Zerind

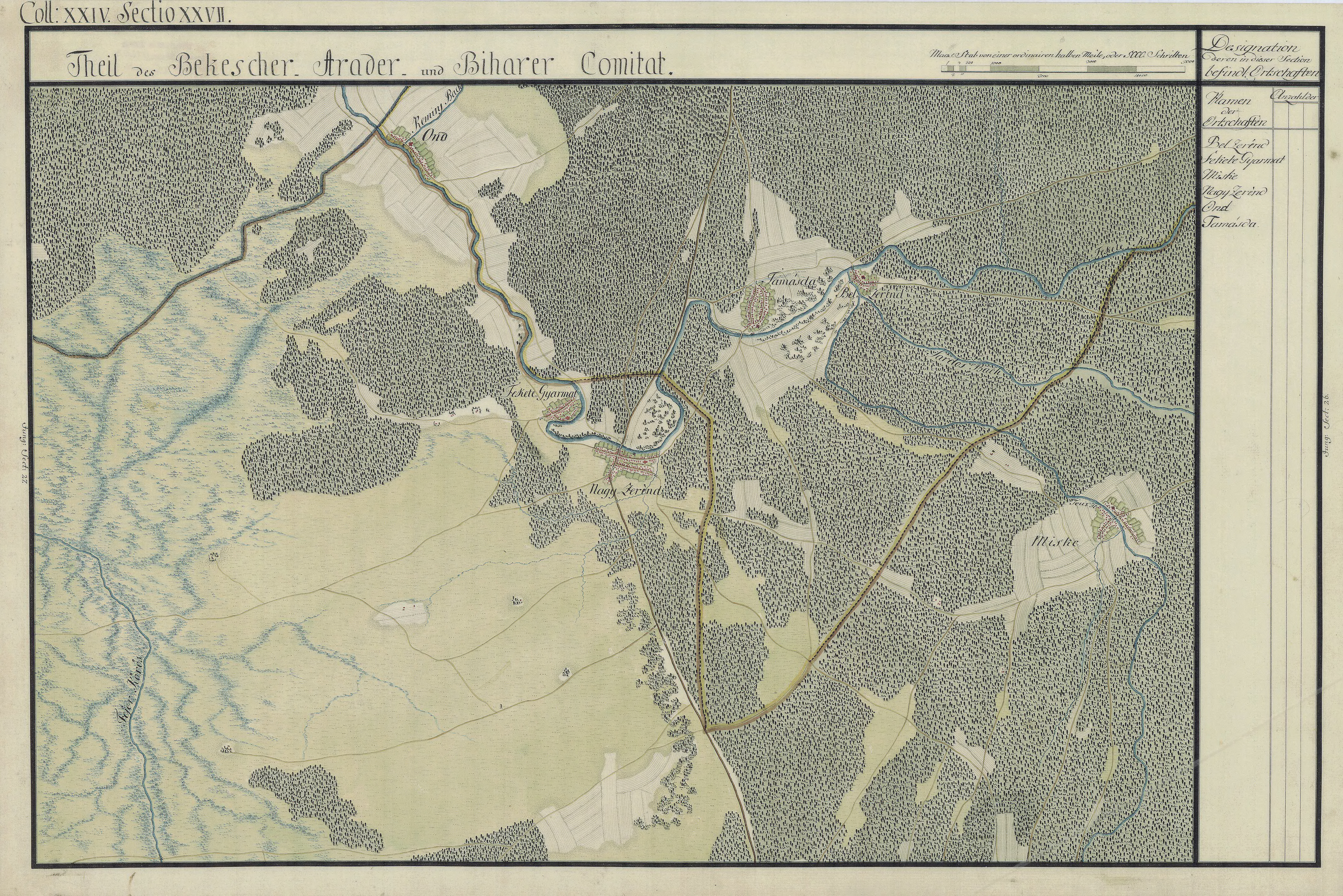
Zerind (Nagy Zerénd) auf der Josephinischen Landaufnahme von 1782–1785.

Zerind (ungarisch Nagyzerénd) ist eine Gemeinde im Kreis Arad, im Kreischgebiet, im Westen Rumäniens. Zu der Gemeinde Zerind gehört auch das Dorf Iermata Neagră.

## Geografische Lage
Zerind liegt im Norden des Kreises Arad, an der Grenze zum Kreis Bihor. Die Ortschaft erstreckt sich entlang des Crișul Negru, in 25 km Entfernung von Salonta und 12 km von Chișineu-Criș.

## Nachbarorte
| Iermata Neagră | Avram Iancu                                 | Tămașda  |
| Vărșand        | Kompassrose, die auf Nachbargemeinden zeigt | Vânători |
| Pilu           | Chișineu-Criș                               | Mișca    |

## Geschichte
Die erste urkundliche Erwähnung der Villa Zerind stammt aus dem Jahr 1169.
Im Laufe der Jahrhunderte traten verschiedene Schreibweisen des Ortsnamens in den Zeitdokumenten auf: 1332–1337 "Villa Zelend", 1483 Zelend, 1512 Nagy Zelend, 1567–1579 Nagyzerinde, 1771 Nagyzerind, 1828 Nagyzerénd, 1851 Nagyzerind, 1913 Nagyzerind.
Nach dem Frieden von Karlowitz (1699) kam Arad und das Maroscher Land unter österreichische Herrschaft, während das Banat südlich der Marosch bis zum Frieden von Passarowitz (1718) unter Türkenherrschaft verblieb. Auf der Josephinischen Landaufnahme ist Nagy Zerend eingetragen.
Infolge des Österreichisch-Ungarischen Ausgleichs (1867) wurde das Arader Land, wie das gesamte Banat und Siebenbürgen, dem Königreich Ungarn innerhalb der Doppelmonarchie Österreich-Ungarn angegliedert. Die amtliche Ortsbezeichnung war Nagyzerénd.
Der Vertrag von Trianon am 4. Juni 1920 hatte die Grenzregulierung zur Folge, wodurch Zerind an das Königreich Rumänien fiel.
Zerind war schon immer ein ungarisches Dorf. Hier gibt es heute noch eine reformierte Kirche, einen ungarischen Gesangsverein, einen ungarischen Literaturklub und eine ungarische Kunstgalerie, sowie Schulunterricht in ungarischer Sprache.

## Bevölkerungsentwicklung
| 1880 | 3172 | 141 | 3008 | 19 | 4            |
| 1910 | 4646 | 97  | 4530 | 10 | 9            |
| 1930 | 4703 | 544 | 3932 | 28 | 199          |
| 1977 | 2181 | 79  | 2074 | 1  | 27           |
| 1992 | 1679 | 58  | 1564 | 1  | 56           |
| 2002 | 1466 | 91  | 1347 | 1  | 27           |
| 2021 | 1299 | 167 | 1040 | 2  | 90 (38 Roma) |